# Interurban

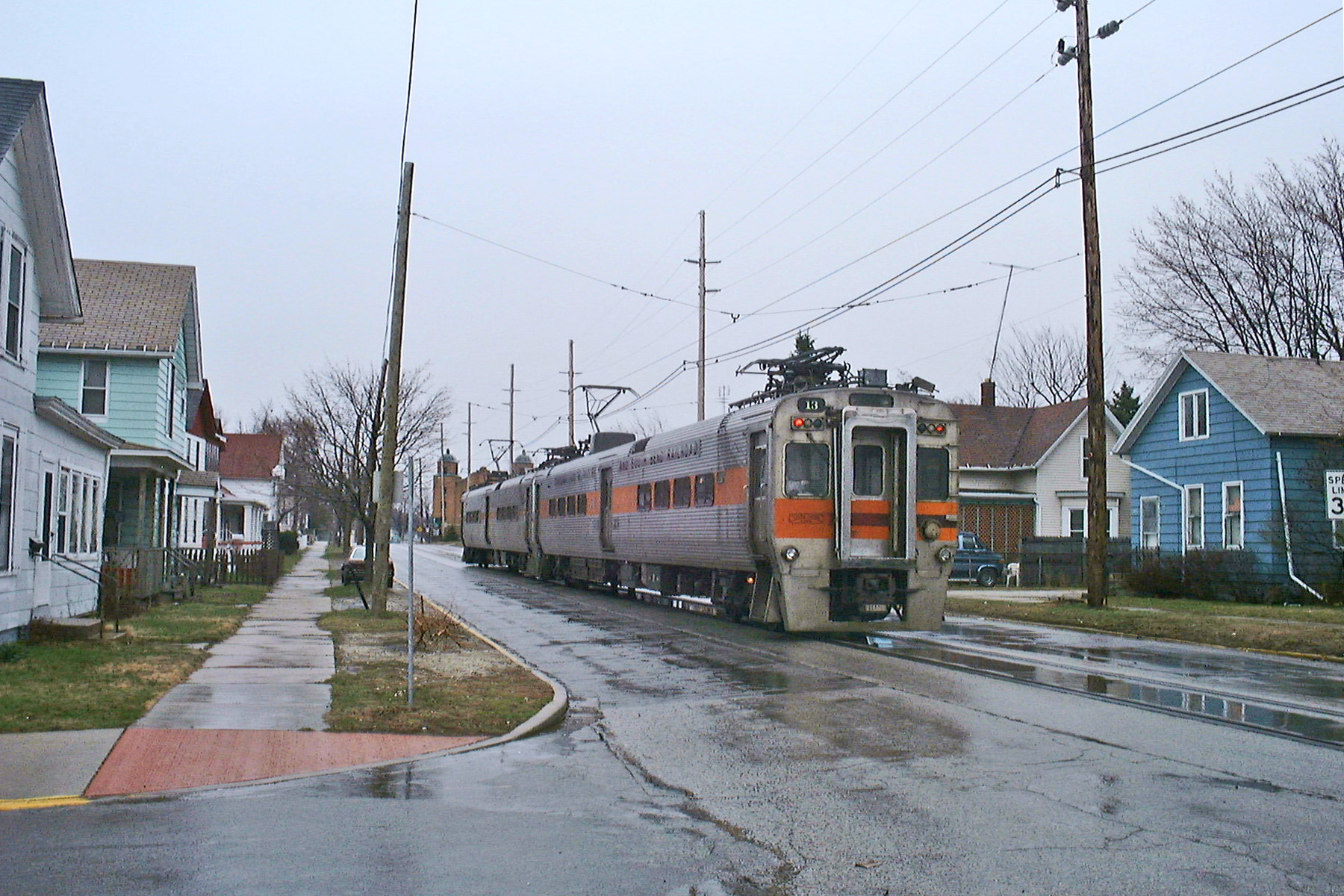
South-Shore-Zug in den Straßen von Michigan City, 2002

Interurban ist eine Bezeichnung aus dem englischsprachigen Raum für eine Schienenverkehrsverbindung zwischen städtisch geprägten Gebieten. In Amerika versteht man darunter eine Mischform aus Überlandstraßenbahn und Nebenbahn, die zur Kostenersparnis in dicht bebautem Gebiet auch auf Straßen und in schwach bebauten Gebieten überwiegend auf eigenem Gleiskörper geführt wird.
Die ersten Interurbans wurden ab 1880, die meisten aber zwischen 1900 und 1908 gebaut. Danach wurden nur noch wenige neue Interurbans in Betrieb genommen.
Nach Ende des Ersten Weltkrieges begann der Niedergang, der durch die frühe Massenmotorisierung in den USA ausgelöst wurde.
Die große Depression Anfang der 1930er Jahre führte zur Schließung der meisten Netze, und nur wenige Strecken haben bis nach 1970 bestanden.
Bei Interurbans wird meist schwereres Rollmaterial als bei Straßenbahnen eingesetzt, und es bestehen stärkere Verknüpfungen zur normalen Eisenbahn. In den ersten zwei Jahrzehnten des 20. Jahrhunderts entstand in einigen Städten der Gedanke, die innerstädtischen Strecken der Interurbans in Tunnel zu verlegen, ähnlich wie es in den 1970er Jahren bei den Stadtbahnen in Deutschland passiert ist. Dies führte zur Umsetzung von Projekten wie der Market–Frankford Subway-Elevated Line und zu unfertigen Projekten wie der Cincinnati Subway.
Interurbans dienen bzw. dienten hauptsächlich dem Personentransport und sind meist mit Oberleitung elektrifiziert.

## Elektrifizierung
Die meisten Interurban-Strecken in Nordamerika wurden mit 600 Volt Gleichstrom betrieben, wie auch Straßenbahnen. Die niedrige Spannung bereitete jedoch Probleme bei der Übertragung auf langen Abschnitten. Daher waren viele Unterwerke erforderlich, die mit höherer Spannung versorgt wurden und sie für die einzelnen Abschnitte auf 600 Volt transformierten.
Da es zur Bauzeit in den zu erschließenden Gebieten oft noch an Elektrizitätswerken mangelte, wurden sie von den Interurban-Gesellschaften errichtet, die dadurch gleichzeitig zum Energieversorger wurden.
Die Übertragung auf die Wagen erfolgte meist über Oberleitung und Stromabnehmer, einige Betriebe nutzten Stromschienen.
Später wurden auch 1200-Volt-Wechselstrom-Systeme entwickelt, die sich jedoch nicht mehr durchsetzen konnten.

## Spurweite
Die meisten Interurbans wurden in Normalspur errichtet, aber es gab eine Reihe von Ausnahmen. Insbesondere in Pennsylvania wurden zahlreiche Interurban-Strecken in Breitspurweiten errichtet.
Da Interurbans häufig die vorhandenen Gleise von städtischen Straßenbahnen nutzten, wurde oft diese Spurweite übernommen, auch wenn sie von der Normalspur abwich. Einige Gemeinden ordneten den Bau in Schmal- oder Breitspur an, so dass keine Güterwaggons der normalen Eisenbahn auf diese Gleise wechseln konnten. Hintergrund war, dass man den innerstädtischen Gebieten die Lärm- und Geruchsbelastung durch Dampflokomotiven ersparen wollte. Ein weiterer Aspekt war, dass eine direkte Konkurrenz zwischen Frachteisenbahnen und Interurbans im Frachtgeschäft vermieden werden sollte.

## Besonderheiten
Einzelne Betriebe boten Schlafwagenkurse auf ihren Verbindungen an. Beispielsweise fuhren solche Wagentypen von Indianapolis nach Columbus.
Bereits 1914 wurden auf der Shaker Heights Linie der Cleveland Railway Fahrzeuge mit Niederflureinstieg verwendet.
In Los Angeles wurden auf den Interurban-Strecken der Pacific Electric Touristenrundfahrten angeboten.
Die Lehigh Valley Transit Company fuhr mit ihren Triebwagen bereits 1920–1940 auf einzelnen längeren Streckenabschnitten zwischen Philadelphia und Quakerstown ca. 130 km/h schnell.

## Verbreitung

### Kanada
1887 ging die St. Catharines and Niagara Central Railway, die erste Interurban-Linie der Welt, in Betrieb. Sie lief zwischen St. Catharines und Thorold in der Provinz Ontario. In Ontario wurden Interurbans auch radial railways (Radialbahnen) genannt, weil sie von einer zentralen Stadt ausstrahlten.

### Kuba
- Die Hershey-Bahn verläuft von der Hauptstadt Havanna in die Stadt Matanzas. Die Strecke befindet sich zum Großteil im Originalzustand.

### Mexiko
Zwischen 1900 und 1910 kauften kanadische Investoren den Straßenbahnbetreiber Compañía de Tranvías De México in Mexiko-Stadt und versuchten ein Radialsystem nach kanadischem Vorbild zu bauen. Die begonnenen Linien sollten Toluca und Puebla erreichen. Typische Interurbanwagen wurden von der St. Louis Car Company aus den USA importiert. Die schwierige Topographie und die politische Unruhe, die in der Mexikanischen Revolution gipfelte, brachten das Projekt zum Scheitern. Bis dahin waren Strecken bis nach La Venta und Tulyehualco sowie die Vorstadtlinie wurden nach San Angel und Coyoacán errichtet. Ein Teil der ehemaligen Puebla-Linie funktioniert heute als das Xochimilco-Light-Rail-System.
Ein anderes mexikanisches System, das von seiner Art als Interurban betrachtet werden kann, war die Playa Miramar Schnelllinie in Tampico. Im mexikanischen Staat Yucatan gab es ungefähr 1.500 Kilometer Interurbans, meist in Schmalspur und mit Pferden oder Benzin betrieben.

### USA
Bestehende Strecken
- Die South Shore Electric verläuft von der Millennium Station in Chicago nach South Bend, Indiana. Sie ist die Nachfolgerin des Passagierverkehrs der Chicago South Shore and South Bend Railroad, die Teil des ehemaligen großen Interurban-Imperiums von Samuel Insull war. Die Linie bringt Pendler von Chicago in die Vororte in Nordwest Indiana. Sie besitzt noch einen auf der Straße verlaufenden Teil in Michigan City, wurde aber weitgehend zu einer normalen Vorortbahn umgestaltet und nutzt teilweise die Trasse der Metra Electric Line (der ehemaligen Illinois Central Railroad) in das Stadtzentrum von Chicago.
- Die gelbe Linie der Chicago Transit Authority, auch als Skokie Swift bekannt, ist Teil der ehemaligen Chicago North Shore & Milwaukee’s 1924 high speed Skokie Valley Route. Die North-Shore-Linie gehörte ebenso zum Imperium von Samuel Insull.
- Die ehemalige Philadelphia and Western Railroad ist jetzt die SEPTA Norristown High Speed Line und besitzt kaum noch Interurbancharakteristik.
- In Los Angeles nutzt die LACMTA Blue Line einen großen Teil der Trasse der ehemaligen Pacific Electric-Strecke zwischen Los Angeles und Long Beach. Es gibt in Long Beach und Los Angeles Streckenteile, die auf der Straßenfahrbahn verlaufen, sowie ein kurzes Tunnelstück am Endpunkt in Los Angeles.

Folgende Linien besitzen einige Interurbanmerkmale:
- Die grüne Linie „D“ in Boston, eine Stadtbahnlinie auf eigenem Gleiskörper (ehemalige Eisenbahnstrecke der Boston and Albany Railroad).
- Die Ashmont–Mattapan High Speed Line in Boston, eine Stadtbahnlinie auf eigenem Gleiskörper (ehemalige Eisenbahnstrecke der Dorchester and Milton Branch Railroad).
- Die IRT Dyre Avenue Line in New York, eine Stadtbahn, die ein Teilstück der Westchester and Boston Railway Interurban nutzt.
- Die Iowa Traction Railroad (ehemalige Mason City and Clear Lake Railway), die bis heute elektrischen Güterverkehr betreibt.
- Ehemalige Interurbans, wie die Cedar Rapids and Iowa City Railway oder die Central California Traction Company, die auf ihren Strecken heute Güterverkehr mit Dieseltraktion durchführen.
- Die Chicago South Shore and South Bend Railroad nutzt ebenfalls noch mit Diesel betriebene Güterzüge auf der South Shore Line.

Andere Streckenabschnitte von Interurbans sind als Teil normaler Eisenbahnen in Betrieb, z. B. die Sacramento Northern Railway, die heute von der Union Pacific Railroad und der Sierra Northern Railroad genutzt wird.